# Dodge Neon SRT-4
La Neon SRT-4 è un'autovettura compact di caratteristiche sportive prodotta dalla Dodge dal 2003 al 2005.

## Il nome del modello
La SRT-4 era in sostanza la versione turbocompressa della Neon e derivava il suo nome dalla SRT, che è una casa automobilistica di proprietà del gruppo Chrysler. La cifra "4" rappresentava invece il numero dei cilindri del motore. Questa denominazione fu applicata dal 2004. In precedenza, infatti, il nome del modello era "PVO" (sigla di Performance Vehicle Operations).

## Storia

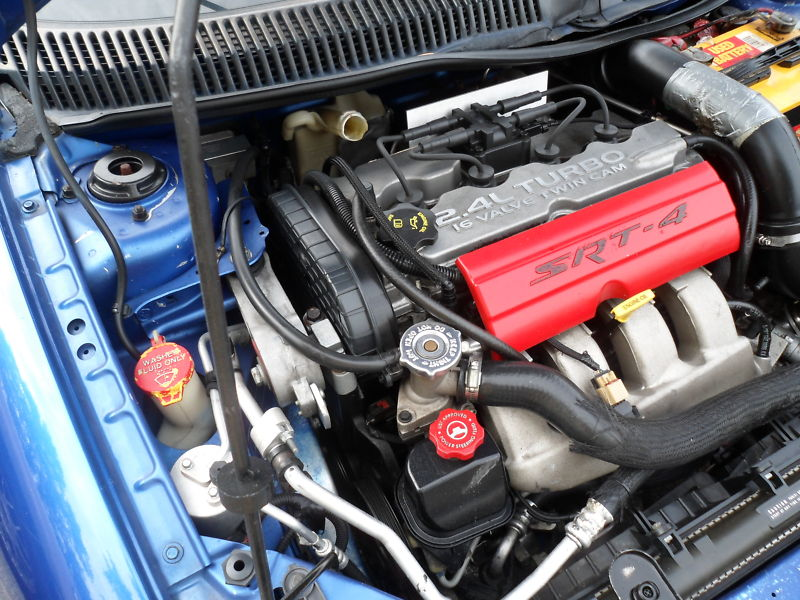
Il vano motore di una Neon SRT-4

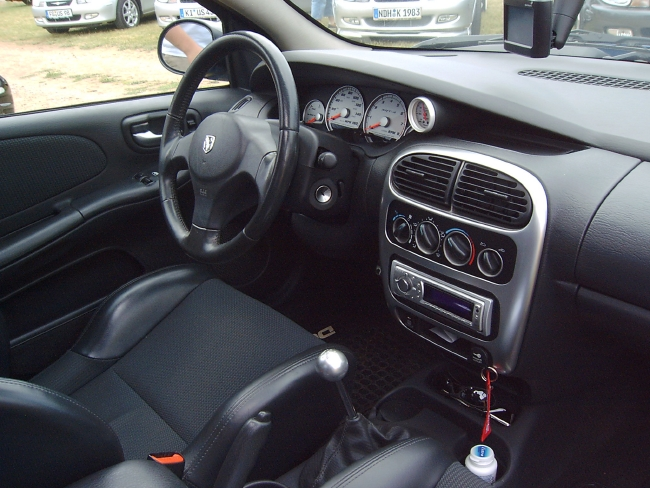
Gli interni di una Neon SRT-4

La concept car da cui prese origine la Neon SRT-4 aveva installato un motore turbocompresso a quattro cilindri da 2 L e 16 valvole, che erogava 208 CV di potenza e 240 N•m di coppia.
La Neon SRT-4 che fu poi prodotta in serie venne introdotta sui mercati nel 2003. All'epoca la Neon SRT-4 era il secondo modello Dodge più veloce, perlomeno tra quelli fabbricati in serie, ed era preceduta in questa classifica solo dalla Viper. La Neon SRT-4 era costruita a Belvidere, nell'Illinois, con l'84% dei componenti prodotti negli Stati Uniti. In particolare, il gruppo motopropulsore, le sospensioni, i freni, il sistema di scarico, le ruote, gli pneumatici e parte degli interni derivavano dagli omologhi componenti della Neon, anche se comunque vennero adattati per la Neon SRT-4. All'esterno, la Neon SRT-4 era dotata di una parte frontale peculiare, che comprendeva anche una presa d'aria funzionale. Il veicolo aveva anche delle minigonne laterali, una parte posteriore specifica e degli pneumatici speciali. La Neon SRT-4 fu prodotta con un solo tipo di carrozzeria, berlina quattro porte. Era basata sul pianale PL del gruppo Chrysler.
La Neon SRT-4 era dotata di un motore a quattro cilindri in linea da 2,4 L turbocompresso con distribuzione a doppio albero a camme in testa. Il propulsore, che era montato anteriormente, era quasi identico a quello installato sulla Chrysler PT Cruiser GT del 2003 ed erogava 215 CV di potenza e 332 N•m di coppia. Il motore della Neon SRT-4 non possedeva però il collettore d'aspirazione che era installato sulla PT Cruiser. La Neon SRT-4 aveva montato un cambio manuale a cinque rapporti prodotto dalla New Venture Gear ed aveva installato dei semiassi di uguale lunghezza, oltre che una frizione ad alte prestazioni. Le sospensioni erano composte da molle più robuste, ed erano costituite da una struttura adatta a prestazioni sportive, realizzata dalla Tokico, che era però elaborata dalla SRT. Essa presentava un'escursione ridotta per fornire spazio alle ruote, dato che erano di grandi dimensioni. Inoltre, erano montate delle barre antirollio anteriori e posteriori, uno sterzo specifico, dei fusi a snodo ed un telaietto ausiliario specifico per il sostegno del motore che derivavano da quelli della PT Cruiser, dei freni a disco anteriori ventilati (con dischi extra-spessi per prevenire deformazioni) e non ventilati al retrotreno. La trazione era anteriore.
All'interno, i sedili anteriori erano dotati di supporti per la zona lombare e per quella laterale del posto guida del conducente. Inoltre, erano presenti anche un volante in finto carbonio, una cuffia del cambio specifica ed un pomello del cambio in alluminio satinato. Il quadro strumenti era simile a quello montato sui modelli SRT. In particolare, i comandi del climatizzatore erano contornati da una cornice in alluminio. I finestrini erano mossi da alzacristalli elettrici, mentre quelli posteriori erano manuali.
Il modello del 2004 venne dotato di un motore che erogava una potenza ed una coppia maggiore (rispettivamente, 230 CV e 339 N•m). Inoltre, questo propulsore era dotato di un differenziale a scorrimento limitato e di iniettori più grandi. Inoltre, erano previsti pneumatici ad alte prestazioni per tre stagioni, una centralina di gestione del motore più moderna e dei cambiamenti sui colori e sugli allestimenti. I colori furono ulteriormente rinnovati nel 2005, anno che vide anche il ritorno della versione American Club Racer (ACR).
Il pacchetto ACR includeva degli pneumatici da competizione più larghi, degli ammortizzatori Tokico a cinque posizione (con escursione complete), delle barre antirollio più spesse, dei sedili anteriori con fori di passaggio per le cinture di sicurezza ed una maggior regolazione della campanatura delle ruote, oltre che dei loghi riportanti la scritta "ACR" che erano posizionati sulla carrozzeria e sui sedili anteriori. Le sospensioni della ACR utilizzano gli attacchi delle molle alla stessa altezza di quelle delle Neon versione base, il che permetteva un abbassamento della parte anteriore di 10 mm e di quella posteriore di 23,5 mm rispetto ad una normale Neon SRT-4.
Nel 2005 fu invece lanciata sui mercati la SRT-4 Commemorative Edition. Essa comprendeva degli adesivi posizionati sulla fiancata della carrozzeria che erano simili a quelli della Viper. Questo allestimento non era però disponibile con il pacchetto ACR, e venne creato per celebrare il marchio STR. Gli esemplari erano numerati ed avevano installato una placca riportante questo numero. Questa serie speciale non possedeva dei componenti ad alte prestazioni.
La Neon SRT-4 partecipò con successo ai rally e ai campionati turismo.
Con l'uscita di scena del pianale PL del gruppo Chrysler dopo il model year 2005, la Neon SRT-4 venne tolta dai mercati. Come sostituta, la Dodge introdusse nel 2008 la Caliber SRT-4.